# EN 14142
Die Norm EN 14142 war eine der Normen zur Standardisierung postalischer Dienstleistungen. Erfasst werden die kleinsten, bedeutungstragenden Elemente von Postadressen, ferner wird ein möglicher Aufbau von Adressdatenbanken beschrieben. Zusätzlich werden landesspezifische Vorlagen definiert, die eine korrekte Darstellung der Postadresse für das jeweilige Zielland der postalischen Zustellung sicherstellen.
Die Norm war zweiteilig. Teil 1 der Norm beschreibt die möglichen Bestandteile einer postalischen Anschrift und beruht auf dem Teil A der zweiteiligen Norm UPU-S42-6, die vom Weltpostverein herausgegeben wird. Teil 2 der Norm beschreibt die landesspezifischen Vorlagen, die genutzt werden, um aus den Bestandteilen einer Adresse nach Teil 1 für das jeweilige Zielland der Zustellung eine gültige Adressdarstellung zu erzeugen. Teil 2 liegt zurzeit als Entwurf CEN/TR 14142-2:2011 vor (Stand Januar 2012).
Die Problematik, die derzeit einer einfachen Speicherung und automatisierten Verarbeitung von Adressdaten entgegensteht, ist, dass die Gepflogenheiten zur Adressierung historisch gewachsen sind und sich in unterschiedlichen Ländern teils deutlich unterscheiden. Die konkrete Bedeutung der einzelnen Elemente einer Postadresse erschließt sich im Allgemeinen nur über deren Positionierung im Layout. Dieses ist aber nicht zwangsläufig einheitlich, ebenso können Abkürzungen verwendet werden, so z. B. Landstr. statt Landstraße in Deutschland oder RR statt Rural Road in den USA, was zusätzliche Probleme aufwirft. Um eine Postadresse korrekt zu interpretieren, ist also Detailwissen über die jeweiligen Konventionen und erlaubten Darstellungsformen, ebenso wie tolerierbare Abweichungen von diesen, unabdingbar. Ziel der Norm ist es deshalb, ein universelles Adressmodell zu schaffen, dessen Elemente eine klar definierte Bedeutung haben, und das von der jeweiligen Darstellungsform der Adresse abstrahiert. Dieses abstrahierte Datenmodell kann dann in Verbindung mit einer Darstellungsvorschrift genutzt werden, um eine für das jeweilige Zielland korrekt formatierte Postadresse auszugeben.
Die Norm wurde zurückgezogen und durch die Norm EN ISO 19160-4 ersetzt.